# The War Within (filme)
The War Within (Brasil: Ato Terrorista ) é um filme de drama produzido nos Estados Unidos em 2005, dirigido por Joseph Castelo e com atuações de Ayad Akhtar, Firdous Bamji, Nandana Sen e Sarita Choudhury. The War Within se estreou no Festival de Cinema de Toronto em 2015.